# Regionalverkehr Kurhessen

Historisches Logo der RKH

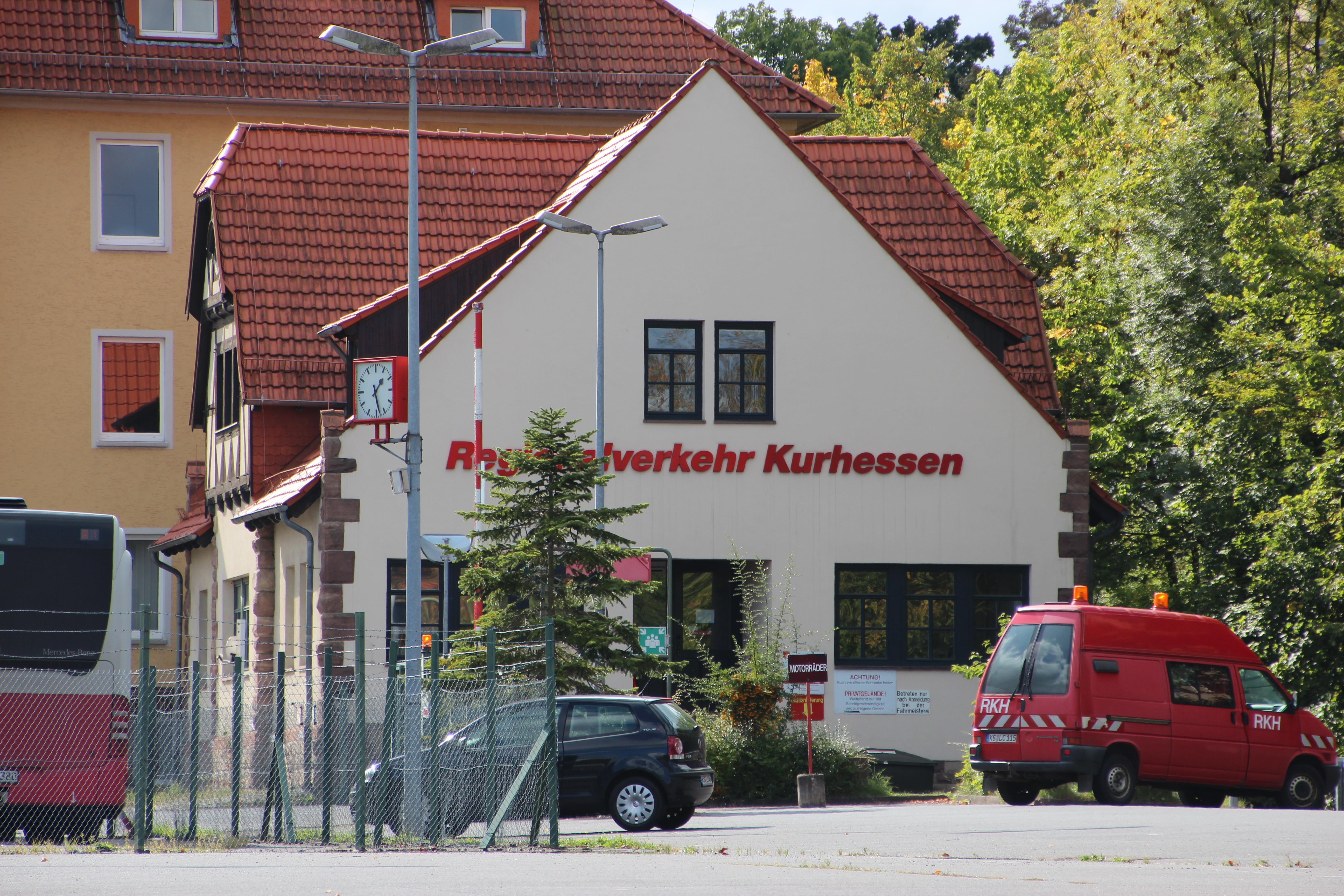
Betriebsgelände in Kassel

Die Regionalverkehr Kurhessen GmbH (RKH) war ein Verkehrsunternehmen des öffentlichen Nahverkehrs. Sie war 1988 aus der regionalen Bahnbus-Gesellschaft Bahnbus Kurhessen entstanden und war bis zum 31. Dezember 2010 eine Tochtergesellschaft der DB Stadtverkehr GmbH. Sie war zum Ende hin Bestandteil der Sparte Bus von DB Regio. Seit 2009 trat die RKH unter dem Namen DB BAHN Regiobus Hessen auf.
Das ursprüngliche Verkehrsgebiet umfasste Nordhessen, Osthessen und Mittelhessen. Zum 1. Januar 2006 wurde der hessische Teil der Verkehrsgesellschaft Untermain (VU) aufgrund von Ausschreibungsverlusten in die RKH eingegliedert, wodurch auch das Rhein-Main-Gebiet und Südhessen hinzukamen und sich das Verkehrsgebiet auf fast ganz Hessen ausgeweitet hat. Lediglich der Rheingau-Taunus-Kreis und Wiesbaden – die durch die Omnibusverkehr Rhein-Nahe GmbH (ORN) bedient werden – und der Landkreis Bergstraße – der durch die Busverkehr Rhein-Neckar GmbH (BRN) bedient wird, gehören in Hessen nicht zum Verkehrsgebiet.
Seit der Übernahme besaß das Unternehmen Niederlassungen in Kassel, Korbach, Eschwege, Hanau und Weiterstadt. Im hessischen ÖPNV-Wettbewerb wurden von 2005 auch einige Linienbündel von der DB-Stadtverkehr Wettbewerbstochter „Georg Schulmeyer GmbH Mörfelden-Walldorf“ gewonnen, deren alleinige Gesellschafterin die Verkehrsgesellschaft mbH Untermain in Aschaffenburg ist. Diese Linien wurden jedoch ausschließlich mit RKH-Fahrzeugen bedient. Seit Februar 2011 firmiert Schulmeyer unter dem Namen „DB Busverkehr Hessen GmbH“ (BVH) mit Sitz in Gießen, die seit 2013 auch eigene Fahrzeuge einsetzt. Diese stammen größtenteils nicht aus dem RKH-Fuhrpark.
Am 13. März 2012 gab die Deutsche Bahn bekannt, dass das Unternehmen RKH bis zum Jahr 2016 aufgelöst werden soll, das Firmengelände der Niederlassung in Kassel wurde mittlerweile an die Immovation AG verkauft. Diese wird auf dem Gelände voraussichtlich mehrere hundert Wohnungen errichten. Zum Fahrplanwechsel im Dezember 2016 wurden die Niederlassungen plangemäß geschlossen.
Die BVH ist von der Auflösung nicht betroffen.
Die RKH setzte Klein-, Solo- und Gelenkbusse der Hersteller MAN, Mercedes-Benz und Setra ein.

## Bilder

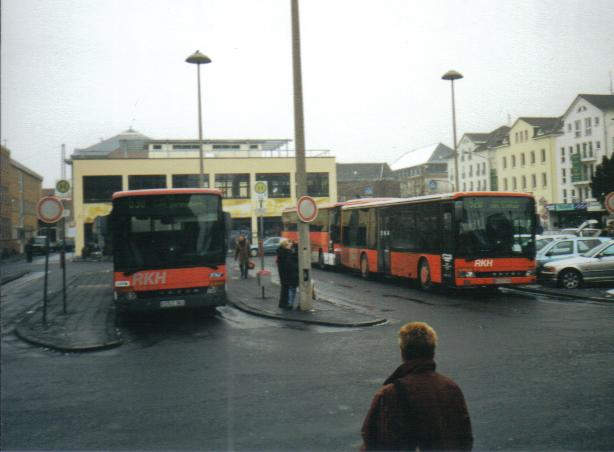
RKH-Busse am Bahnhof Gießen
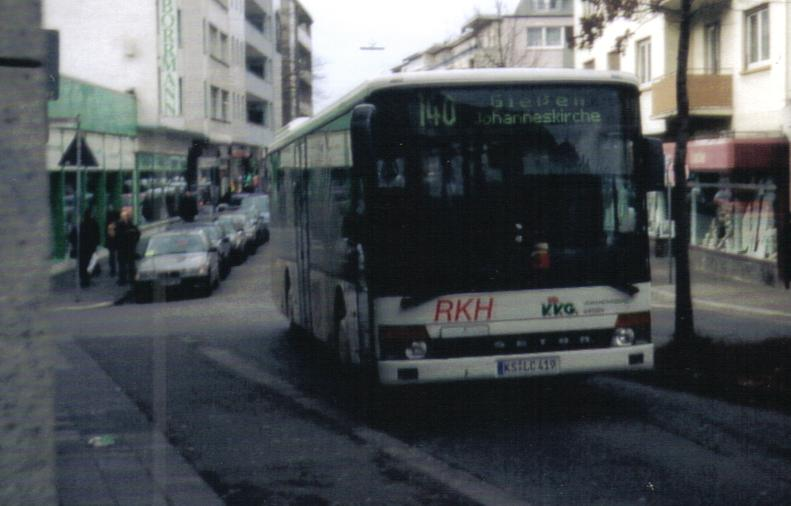
Linie 140
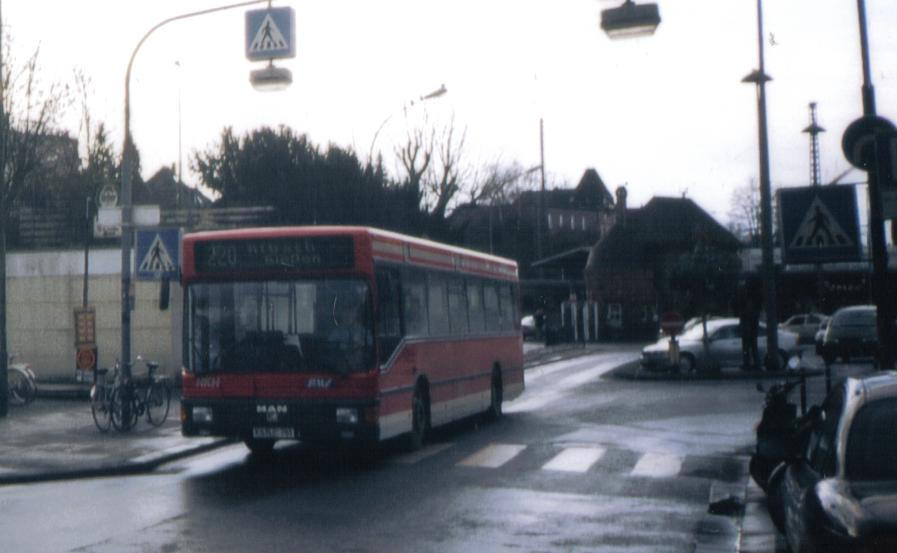
Linie 220
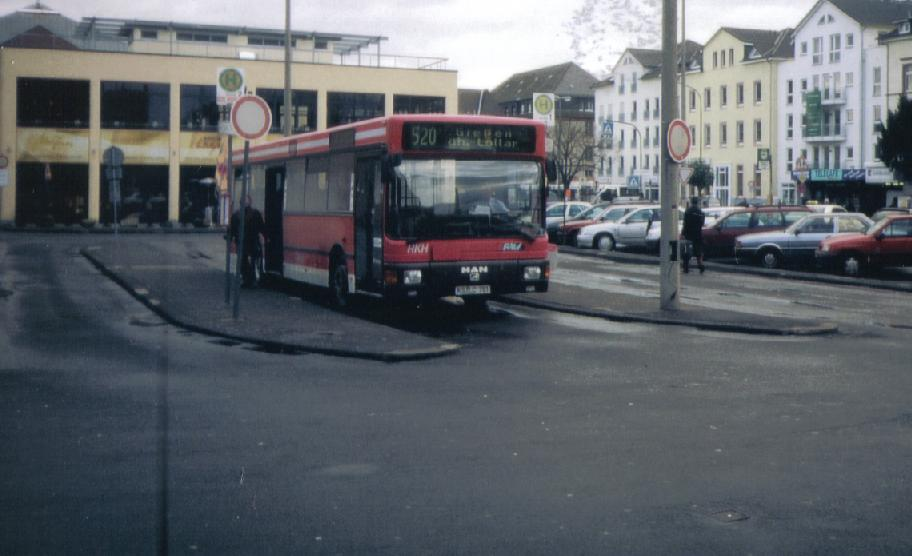
Linie 520
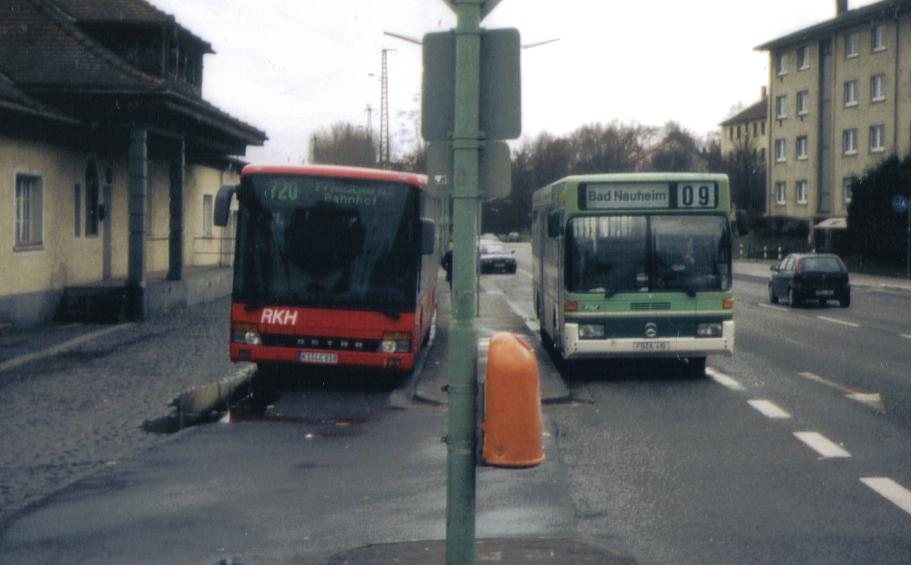
Linie 720
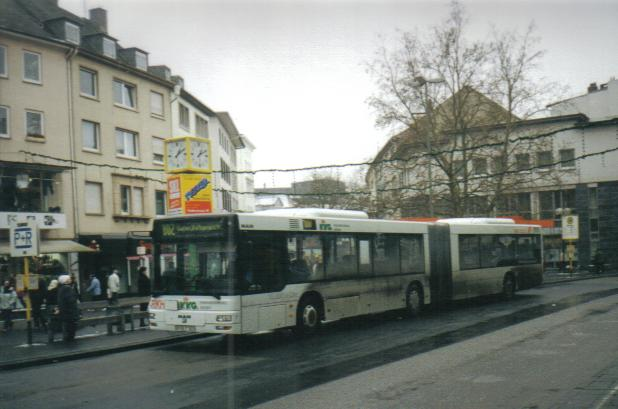
Linie 802
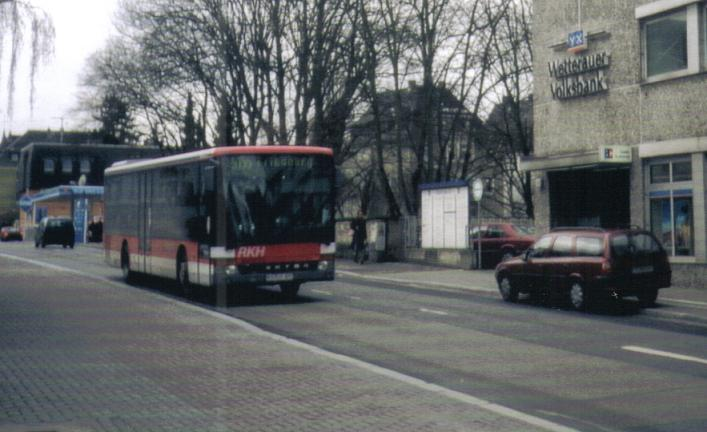
Linie 5155
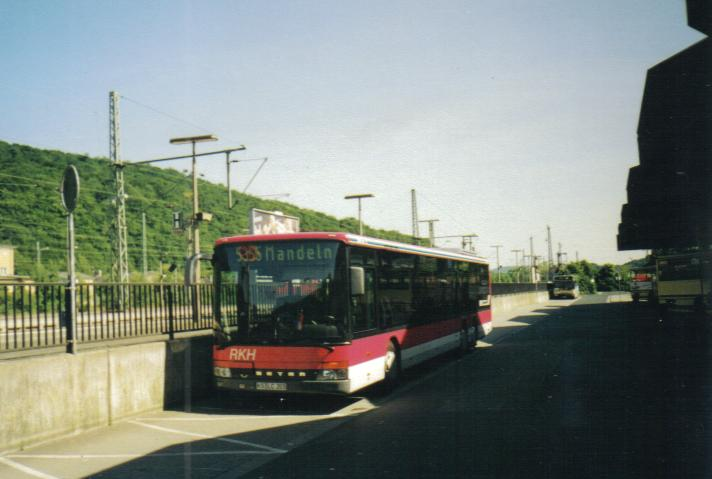
Linie 5355
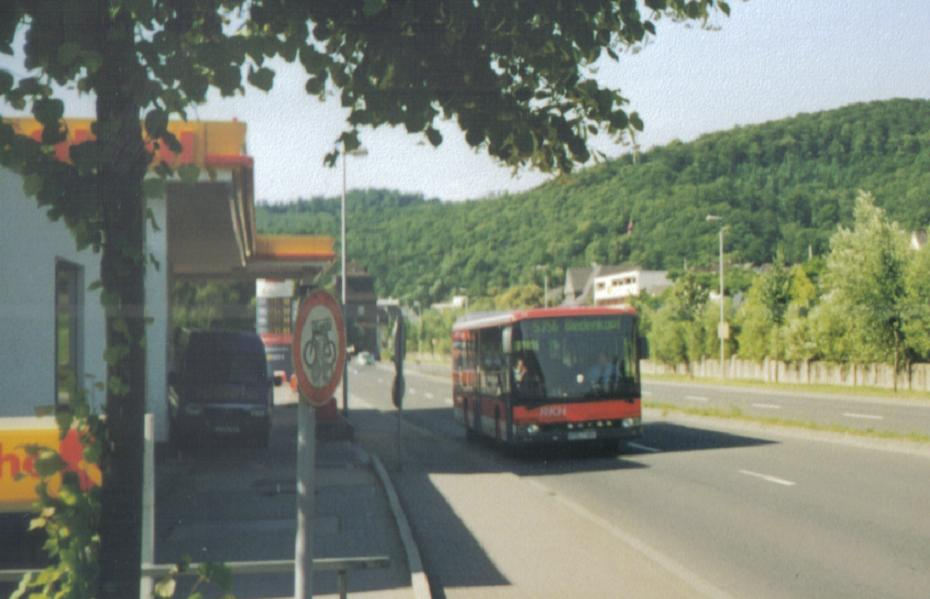
Linie 5356
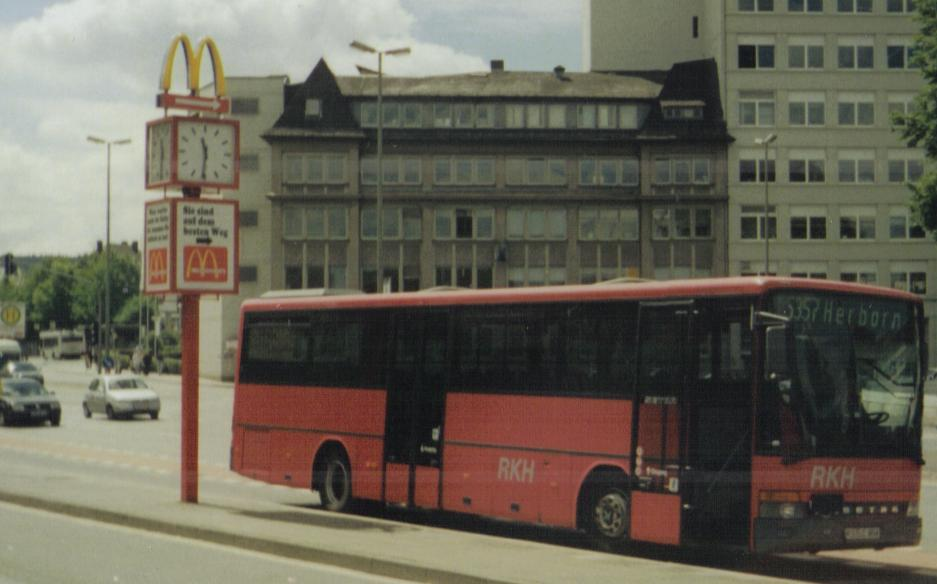
Linie 5357
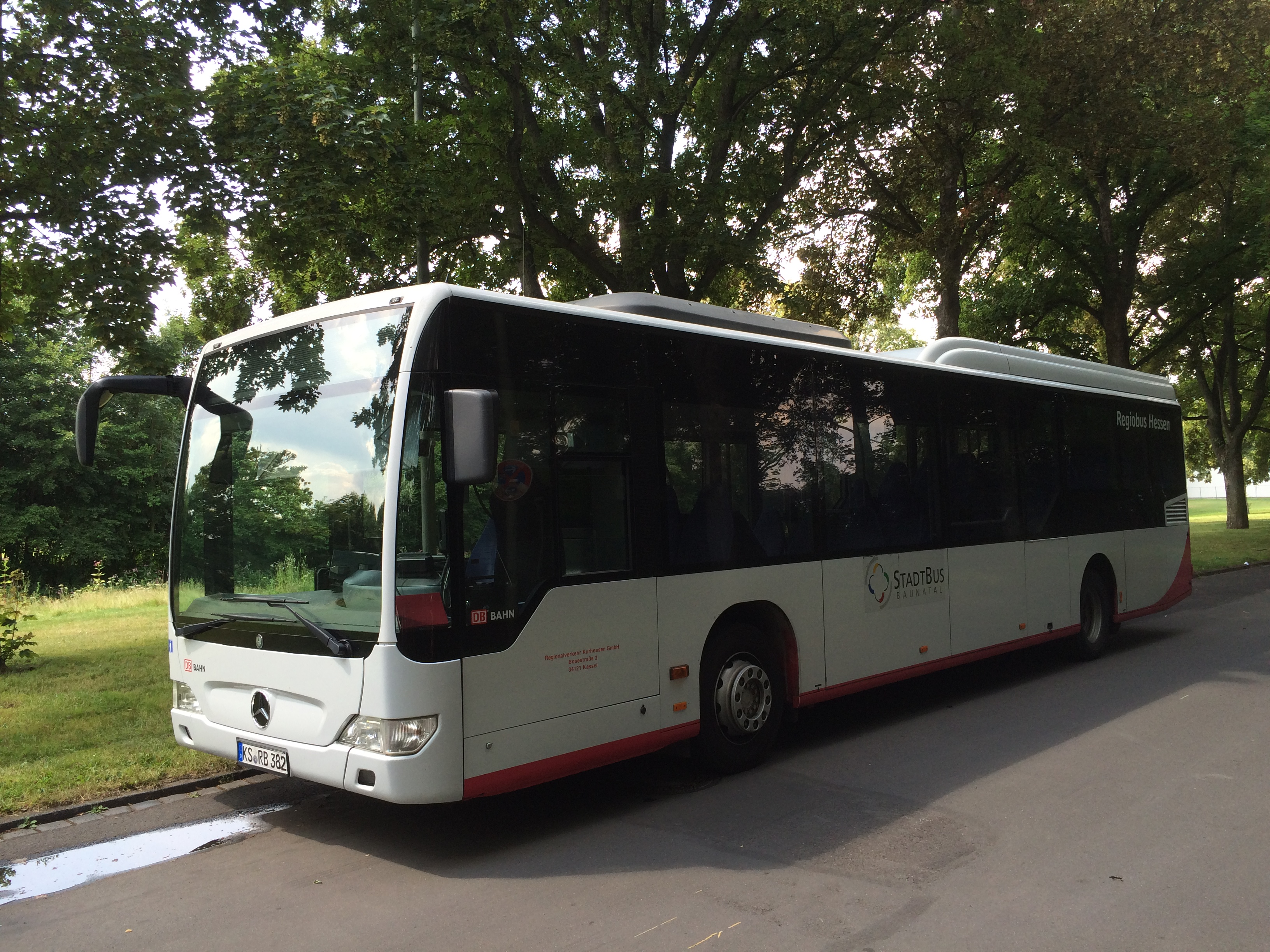
Stadtbus Baunatal
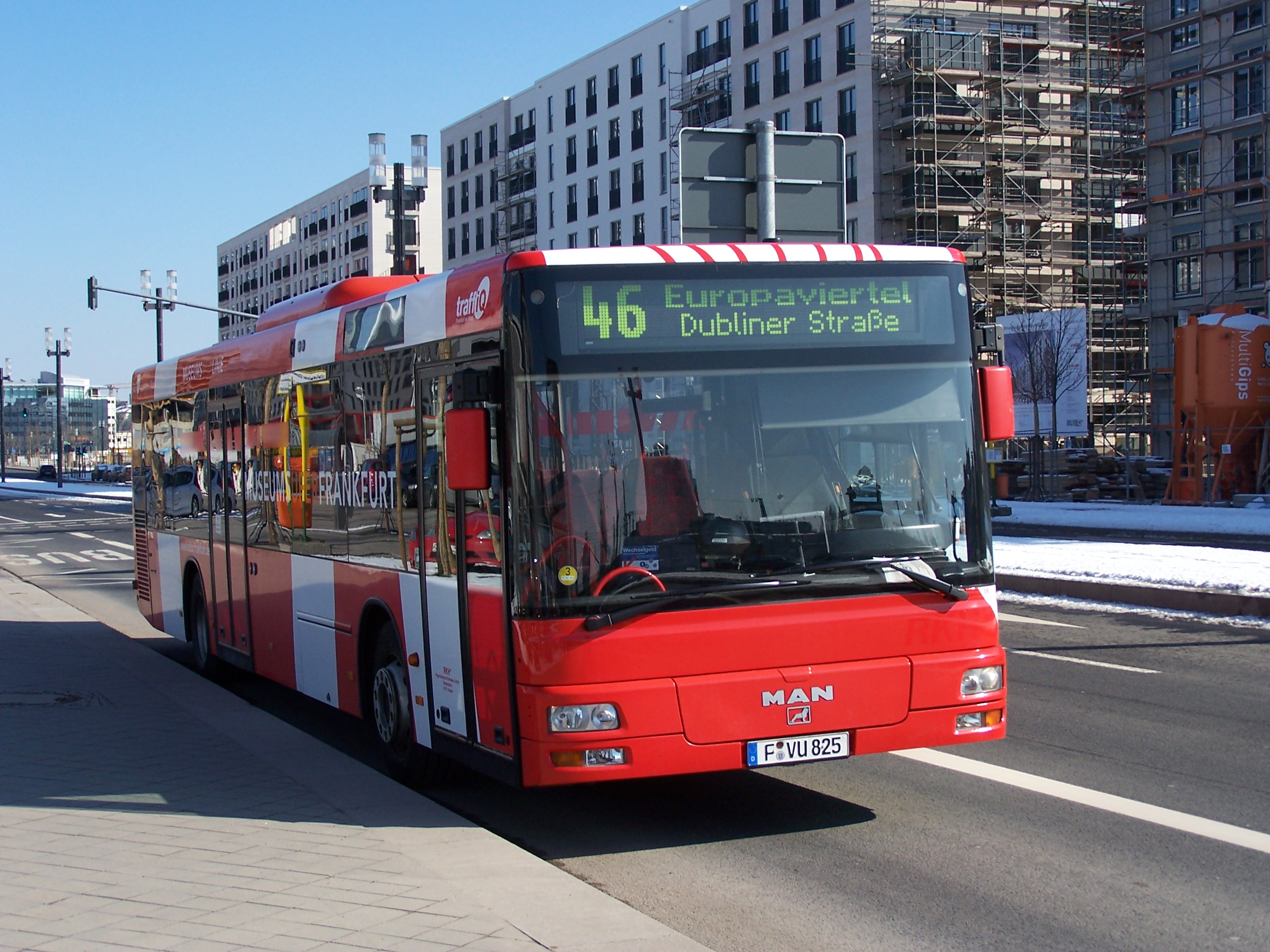
Museumsuferlinie 46
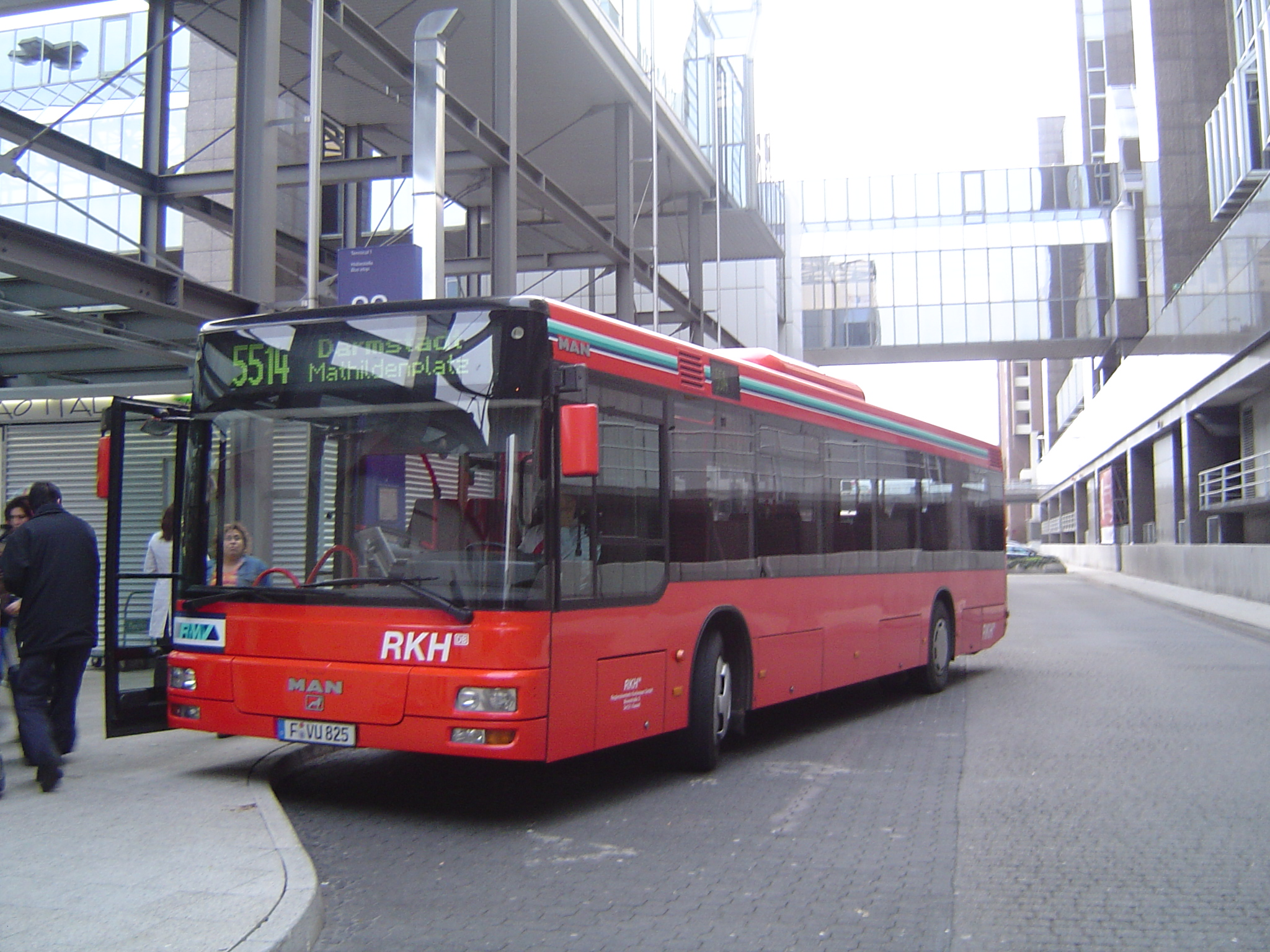
Linie 5514
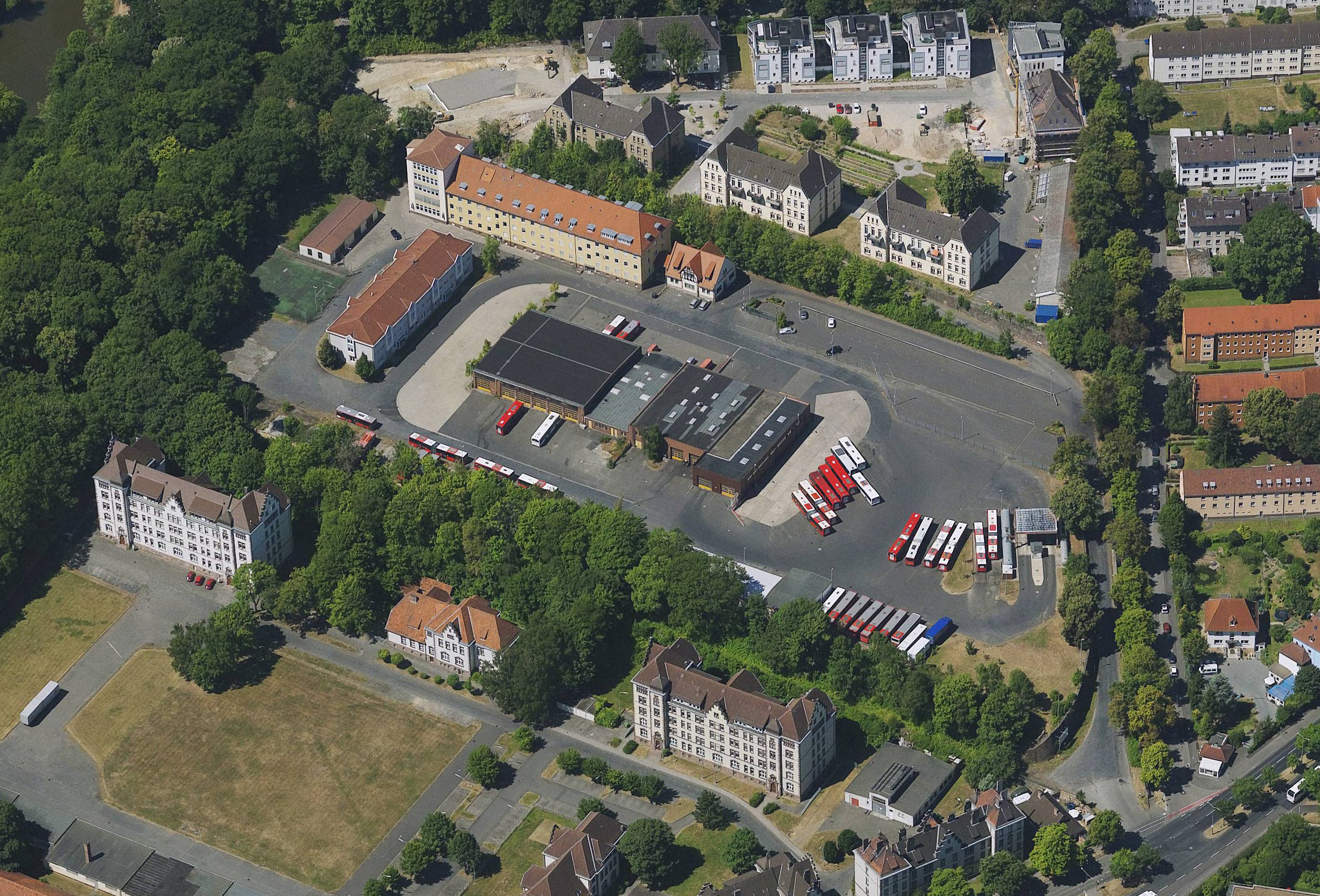
Betriebsgelände Kassel